# Скеля-стрімчак над Білим Потоком
Ске́ля-стрімча́к над Бі́лим Пото́ком — геологічна пам'ятка природи місцевого значення в Україні. Розташована в межах Рахівського району Закарпатської області, на схід від села Ділове. 
Площа 2 га. Статус надано згідно з рішенням облради 18.11.1969 року № 414, ріш. ОВК 23.10.1984 року № 253 (передано до складу Карпатського біосферного заповідника згідно з рішенням від 30.05.1990 року № 119). Перебуває у віданні Карпатського біосферного заповідника (Діловецьке лісництво, кв. 15, 16). 
Статус надано з метою збереження скельного масиву на березі річки Білий (притока Тиси). Скелі складені з білого, чорного, сірого та зеленого мармуру, що є унікальним для Українських Карпат. 
Входить до складу Карпатського біосферного заповідника.